# Brooke Theiss
Brooke Theiss (23 oktober 1969, Palos Verdes Estates) is een Amerikaanse actrice. 

## Biografie
Thiess is in 1994 getrouwd met een acteur uit Canada, en hebben samen een zoon en een dochter.  
Thiess begon in 1988 met acteren in de film Little Nikita. Hierna heeft ze meerdere televisieseries en televisiefilms gedaan zoals Growing Pains (1987–1988), Just the Ten of Us (1988-1990), Good & Evil (1991) en Home Free (1993). Het meest bekend is ze van de televisieserie Beverly Hills, 90210 (1993-1995) in de rol van Leslie Summer.

## Filmografie

### Films
Uitgezonderd korte films.
- 2016 Do Over - als caissière apotheek
- 2004 Catwoman – als moeder van Ferris Wheel
- 2002 Quicksand – als Randi Stewart
- 2000 The Alternate – als Mary
- 1994 Menendez: A Killing in Beverly Hills – als Wendy
- 1989 Class Cruise – als Kim Robbins
- 1988 A Nightmare on Elm Street 4: The Dream Master – als Debbis Stevens
- 1988 Little Nikita – als Dilys

### Televisieseries
Uitgezonderd eenmalige gastrollen.
- 1993 – 1995 Beverly Hills, 90210 – als Leslie Sumner – 9 afl.
- 1993 Home Free – als Laura – 13 afl.
- 1991 Good & Evil – als Caroline – 6 afl.
- 1988 - 1990 Just the Ten of Us – als Wendy Lubbock – 47 afl.
- 1988 Growing Pains – als Wendy – 2 afl.